# Pasinger Kuvertfabrik

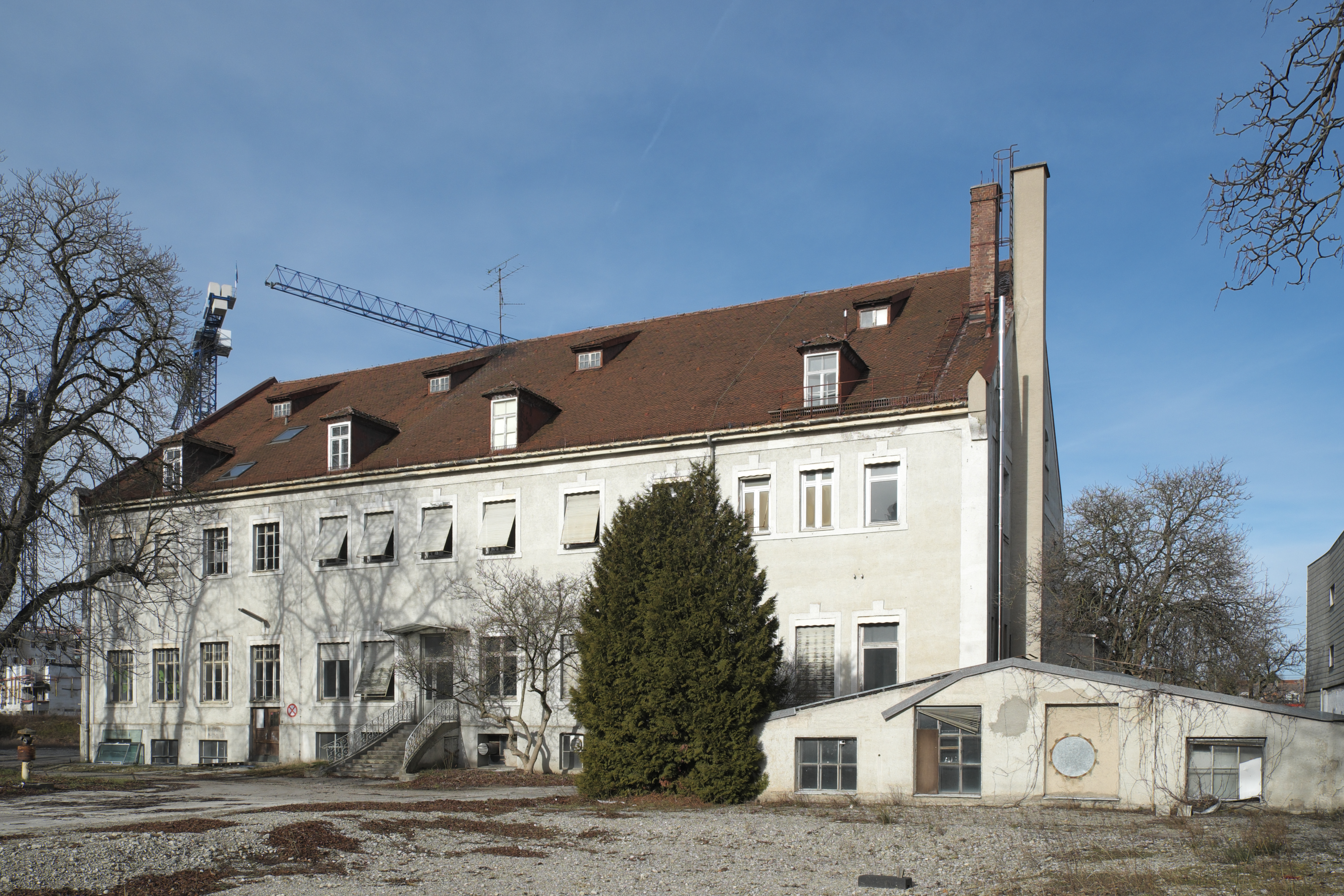
Ehemalige Kuvertfabrik (2018)

Die Pasinger Kuvertfabrik befand sich an der Landsberger Straße 444/446 im Stadtteil Pasing der bayerischen Landeshauptstadt München. Das Gebäude ist als Baudenkmal in die Bayerische Denkmalliste eingetragen.
Der zweigeschossige, breit gelagerte Satteldachbau wurde 1906 nach Plänen des Baumeisters Leonhard Moll errichtet. Er besitzt geschwungene Walmdachgauben und eine Putzgliederung in neubarocken Formen.
Im Inneren sind das Jugendstil-Treppenhaus, Art-déco-Fliesen und die Schablonenmalerei der Erbauungszeit erhalten.
Von 1906 bis 1992 wurden in dem Unternehmen Kuverts produziert. In der nachfolgenden Zeit wurden die Gebäude u. a. von Künstlerinitiativen, einem Moscheeverein und einem alternativen Jugendtreff genutzt.
Der Investor Bauwerk Development errichtete seit 2019 auf dem Grundstück 160 Wohnungen und Gewerbeflächen, die im Laufe der Jahre 2021/22 bezogen wurden. Im denkmalgeschützten Altbau entstanden Büros.